# Santuario di Nostra Signora delle Grazie al Molo
Il santuario di Nostra Signora delle Grazie al Molo è un edificio religioso cattolico del centro storico di Genova, situato in piazza delle Grazie, nel quartiere del Molo.

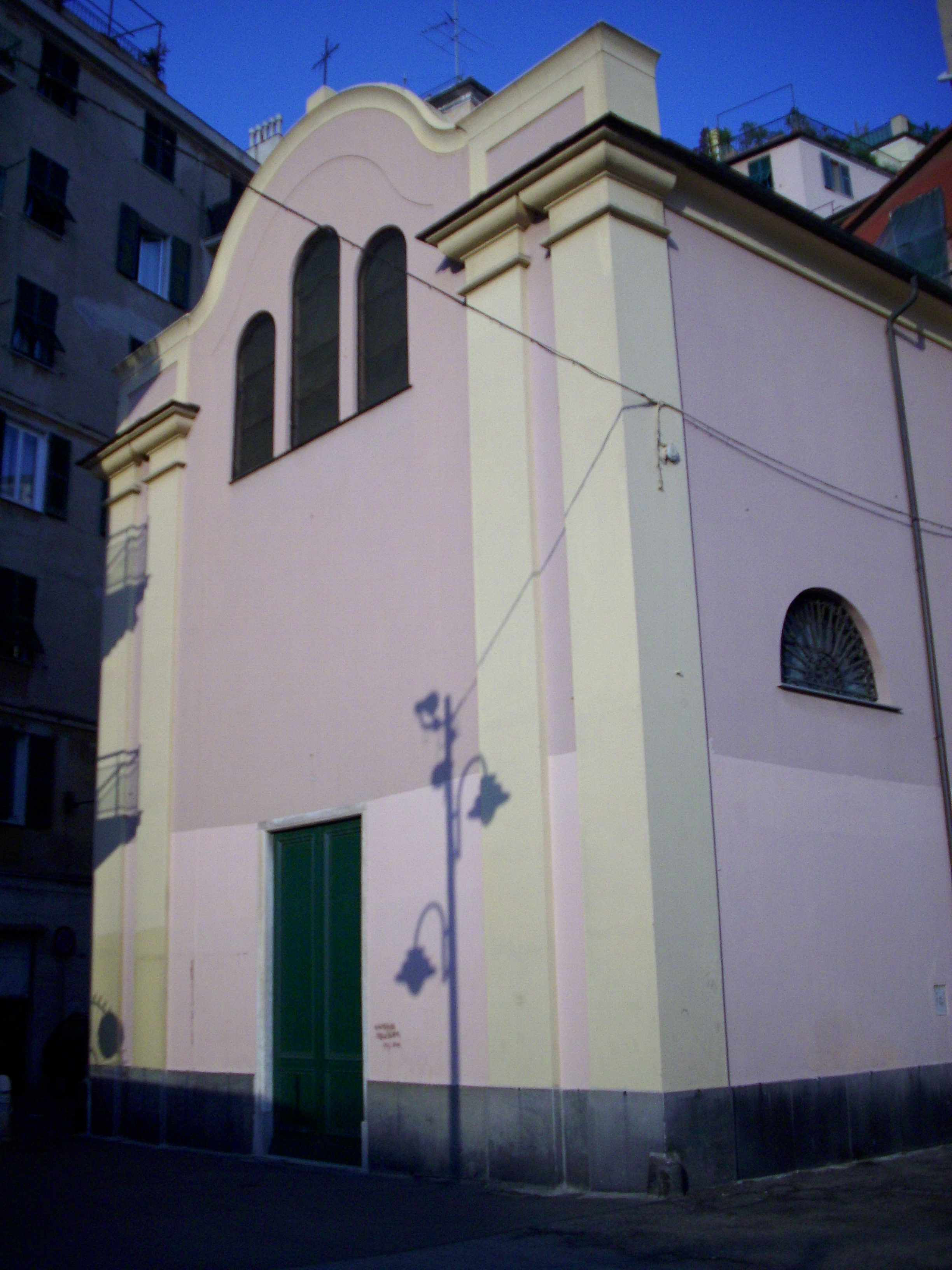
La facciata della chiesa

## Storia
Questo santuario, sopraelevato sul tratto iniziale di corso Maurizio Quadrio, dà il nome ad tratto delle mura cittadine. L'attuale edificio venne edificato nel XVII secolo sui resti di una chiesa del XII secolo, della quale sono stati conservati l'originario campanile romanico con bifore ed una cripta, ancora oggi visitabile, identificata con l'antica cappella intitolata ai santi Nazario e Celso, che secondo la tradizione sarebbe stata costruita nel 658 dal re longobardo Ariperto I (al quale è attribuita anche la fondazione della vicina chiesa di Santa Maria di Castello) sulla scogliera nei pressi dell'insenatura del Mandraccio dove approdarono a Genova i due santi, evangelizzatori della Liguria.
Le prime notizie documentate risalgono all'XII secolo, quando sul sito del preesistente edificio fu costruita una chiesa in stile romanico, anch'essa intitolata ai santi Nazario e Celso, poi ampliata alla fine del XV secolo dall'allora parroco Domenico Vaccari, che fu anche vescovo di Noli e Ventimiglia, e che è sepolto nella chiesa. L'edificio fu completamente ricostruito nel XVII secolo in stile barocco.
Nel tempo, l'intitolazione ai due santi martiri venne sostituita da quella alla Madonna, sotto il titolo di Nostra Signora delle Grazie, alla quale era stata dedicata in origine una cappella all'interno della chiesa.
La chiesa, già collegiata, fu parrocchiale ininterrottamente dal XII secolo al 1890, quando venne incorporata nella vicina parrocchia dei SS. Cosma e Damiano. Alcuni anni più tardi, il titolo parrocchiale fu trasferito alla nuova chiesa di Nostra Signora delle Grazie e San Gerolamo in Castelletto.

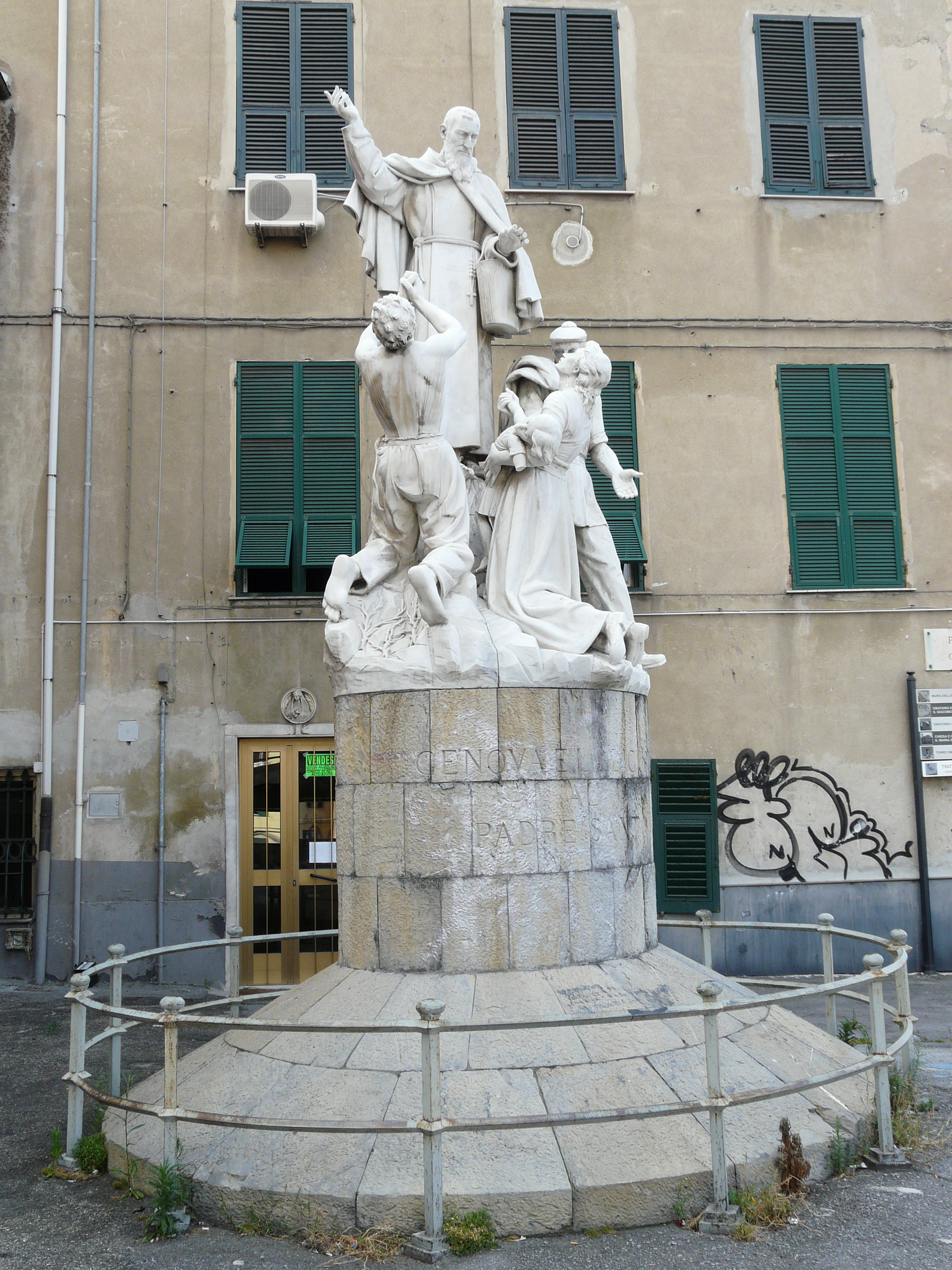
La statua del Padre Santo sulla piazzetta antistante il santuario

Dopo la perdita della parrocchialità, la chiesa accentuò il suo carattere di santuario mariano. L'edificio subì gravi danni alla facciata e alle volte a causa dei bombardamenti della seconda guerra mondiale.
Nella piazzetta antistante la chiesa si trova una statua dedicata a Francesco Maria da Camporosso, detto il Padre Santo, opera di Guido Galletti (1962). Al di sotto di questa piazzetta si trova una grande cisterna, costruita nel 1483, che era il terminale del ramo detto delle Fucine dell'antico acquedotto civico. Nel 1632 le acque eccedenti di questa cisterna vennero convogliate nella vicina cisterna detta dei Cannoni del Molo, situata all'angolo tra piazza Cavour e via del Molo.

## Opere d'arte
Gli affreschi all'interno sono opera di Giovanni Raffaele Badaracco, Giovanni Battista Resoaggi (1665 - 1729) e Paolo Gerolamo Brusco. Le tele sugli altari sono invece opera di Antonio Maria Piola (Discesa dello Spirito Santo sugli apostoli) e del fratello Paolo Gerolamo (La Madonna con S. Paolo ed altri santi).